# امیر ابوطالب
امیر ابوطالب (زادهٔ ۱۳۱۶ تهران – درگذشتهٔ ١۵ تیر ١۴٠۴) بازیکن و مربی فوتبال ایرانی بود.

## دوران ورزشی
امیر ابوطالب فوتبالش را از زمین خاکی راه‌آهن آغاز کرد و سپس زیر نظر رسول مددنوعی به تیم راه‌آهن پیوست. او برادر بزرگتر پرویز ابوطالب است. برادران ابوطالب از اواسط دهه ۳۰ خورشیدی به تیم دیهیم تهران که تیم دوم باشگاه تاج تهران پیوستند. امیر ابوطالب سابقه بازی برای تیم تاج در دیدارهای دوستانه را دارد. وی سابقه سال‌ها مربی‌گری در سطح اول فوتبال ایران را در جام تخت جمشید و جام باشگاه‌های تهران دارد.

## افتخارات

### به عنوان بازیکن

#### باشگاهی

##### دیهیم
- دسته دوم باشگاه‌های تهران: ۱۳۳۸